# Open (альбом Cowboy Junkies)
Open — восьмой студийный альбом канадской альт-кантри группы Cowboy Junkies, изданный в 2001 году. Первая новая запись нового материала на своём собственном независимом лейбле Latent Recordings со времён дебютной пластинки Whites Off Earth Now!!, написанная после ухода с Geffen Records.

## Список композиций
Все слова и музыка к песням, за исключением двух отмеченных, написаны Майклом Тимминсом.
| №   | Название                                                                  | Длительность |
| --- | ------------------------------------------------------------------------- | ------------ |
| 1.  | «I Did It All for You»                                                    | 5:06         |
| 2.  | «Dragging Hooks (River Song Trilogy: Part III)» (музыка — Cowboy Junkies) | 7:48         |
| 3.  | «Bread and Wine»                                                          | 4:36         |
| 4.  | «Upon Still Waters» (музыка — Алан Энтон)                                 | 3:23         |
| 5.  | «Dark Hole Again»                                                         | 7:42         |
| 6.  | «Thousand Year Prayer»                                                    | 4:17         |
| 7.  | «I’m So Open»                                                             | 4:09         |
| 8.  | «Small Swift Birds»                                                       | 3:46         |
| 9.  | «Beneath the Gate»                                                        | 4:08         |
| 10. | «Close My Eyes»                                                           | 4:19         |

## Участники записи
Участники группы
- Марго Тимминс — вокал
- Майкл Тимминс — гитара
- Алан Энтон — бас-гитара
- Питер Тимминс — барабаны

Приглашённые музыканты
- Джефф Бёрд — губная гармоника, перкуссия, мандолина, электромандолина, 8-струнный бас
- Linford Detweiler — орган, фортепиано, электрическое фортепиано (Wurlitzer)
- Karin Bergquist — бэк-вокал